# Rhamphocottus richardsonii
Rhamphocottus richardsonii is een straalvinnige vissensoort uit de familie van donderpadden (Rhamphocottidae). De wetenschappelijke naam van de soort is voor het eerst geldig gepubliceerd in 1874 door Günther.